# Aphrodisiac
«Aphrodisiac» — пісня грецько-кіпріотської співачки Елефтерії Елефтеріу, з якою вона представлятиме Грецію на пісенному конкурсі Євробачення 2012 в Баку.
Греція змагалася у першому півфіналі конкурсу, який відбувся 22 травня. За результатами голосування композиція пройшла до фіналу.

## Позиції в чартах
| Чарт (2012)                    | Пікова позиція |
| ------------------------------ | -------------- |
| Грецький чарт цифрових синглів | 4              |